# 챈드라 치즈보로
챈드라 대닛 치즈보로(Chandra Danette Cheeseborough, 1959년 1월 10일 ~ )는 전 미국의 육상 선수이다.
플로리다주 잭슨빌에서 태어난 치즈보로는 16세의 나이로 국제 육상 장면으로 나타나며 1975년 팬아메리칸 게임에서 2개의 금메달을 획득하였는 데 200m를 22.77초의 미국 기록에서 차지하였다. 1976년 미국 올림픽 선발 시합에서 2위를 하는 데 11.13초의 세계/미국 주니어 기록을 세우고, 그러고나서 몬트리올 올림픽에서 100m 6위를 하였다.
그녀는 1977년 자신이 100 야드(10.3초)와 220 야드(23.3초) 양종목에서 아직도 보유되는 국내 고등학교 기록을 세운 진 리볼트 고등학교를 졸업하였다. 다음에 테네시 주립 대학교에서 수학하며, 640 야드 릴레이에서 1분 08.9초와 800 야드 혼합 릴레이에서 1분 41.17초의 세계 실내 기록들을 세운 국내 선수권 팀들의 일원이었다.
그녀는 4회의 국내 실내 200 야드(1979, 1981, 1982, 1983)를 우승하였다. 400m에서 그녀의 돌파적 해가 1984년 그 종목에서 2개의 미국 기록을 세울 때 다가왔으며, 그러고나서 로스앤젤레스 올림픽에서 49.05초의 경력 최고 기록과 함께 2위를 하였다. 그 대회에서 치즈보로는 400m와 1600m 2개의 릴레이에서 둘다 금메달을 획득하는 데 첫 여성 선수가 되는 발자취를 만들었다.
치즈보로는 후에 코치가 되어 테네시 주립 대학교로 돌아왔다. 1999년 그녀는 남성과 여성 양팀의 총감독이 되었다. 또한 그해 열린 주니어 팬앰 선수권에서 미국 팀의 조감독을 지내기도 하였다.
2007년 3월 치즈보로가 2008년 올림픽 팀을 위하여 조감독이 되리라고 공고되었다. 그녀는 2008년 베이징 올림픽을 위하여 단거리달리기와 허들의 코치를 맡았다.